# Jon Voight

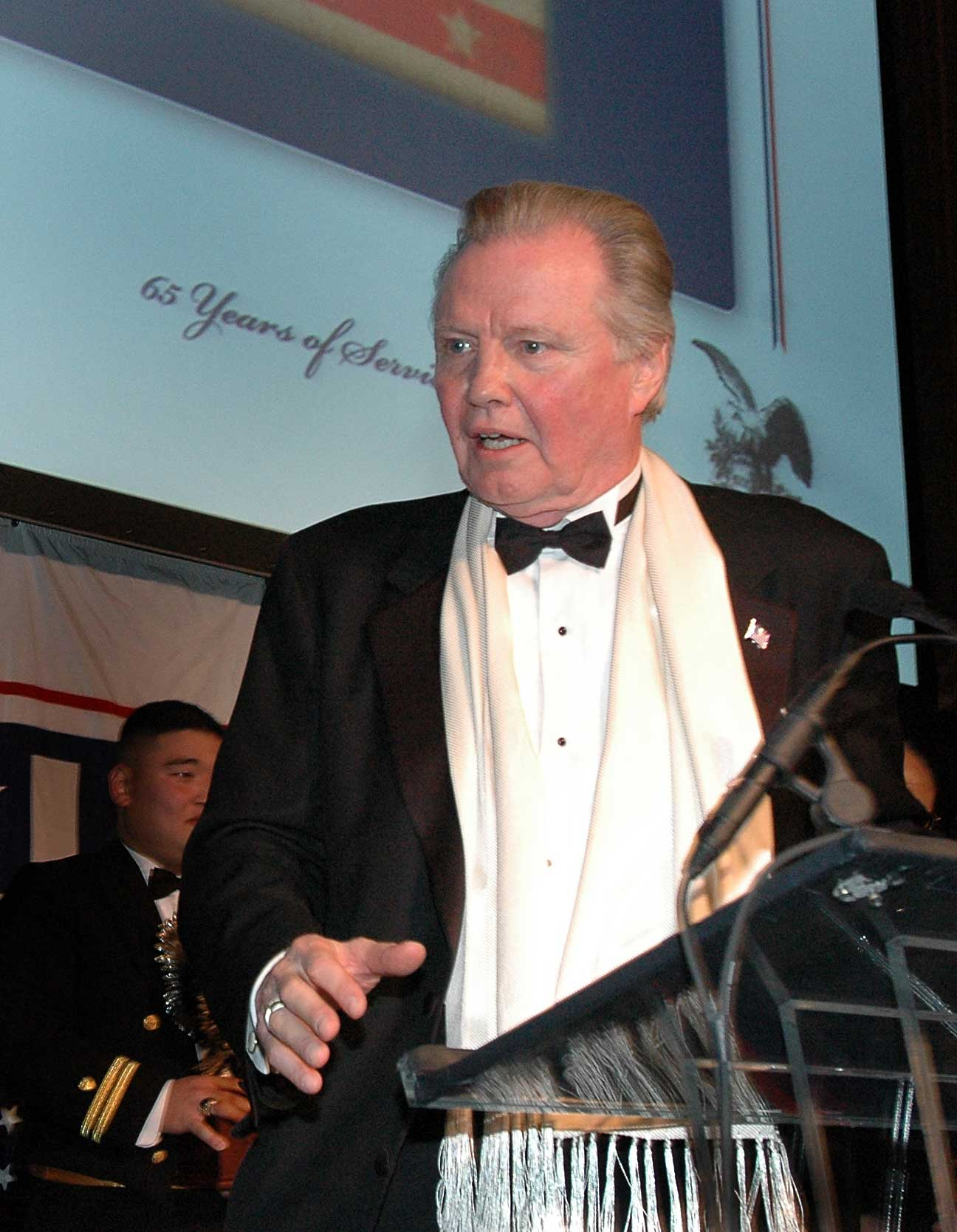
Jon Voight

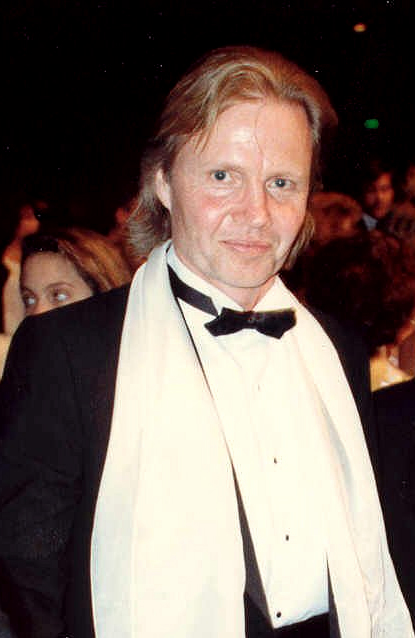
Jon Voight

Jon Voight (n. 29 decembrie 1938, Yonkers, New York) este un actor american. A obținut Premiul Oscar pentru cel mai bun actor în anul 1979.

## Biografie
Jon Voight s-a născut într-o familie catolică cu rădăcini germane și slovace. Bunica sa din partea mamei provenea din localitatea germană Büren din Vestfalia, iar bunicul din partea tatălui – George Voytka – din Košice, Slovacia.

### Carieră
După terminarea școlii din cadrul The Catholic University of America în Washington D.C., Voight s-a mutat la New York unde a urmat cariera de actor. La începutul anilor '60 Voight și-a făcut apariția în televiziune, jucând în câteva episoade din Gunsmoke între 1962 și 1966, de asemenea mici apariții în Naked City, The Defenders, amândouă în 1963, și Twelve O'Clock High, în 1966.
Cariera sa în teatru s-a încheiat în ianuarie 1965 când a jucat un rol în piesa de teatru a lui Phillip Kaufman, Fearless Frank. De asemenea, Voight a avut un rol secundar în western-ul din 1967, Hour of the Gun, a regizorului John Sturges. În 1968 Voight a primit un rol în filmul lui Paul Williams, Out of It.

### Midnight Cowboy și largă recunoaștere
Filmul care l-a propulsat în carieră a fost Midnight Cowboy din 1969, film care a câștigat premiul Best Picture al Academy Award. În 1970 Voight a apărut în adaptarea de către Mike Nichols a filmului Catch-22 și în filmul The Revolutionary.
În 1972 a apărut în filmul Eliberarea regizat de John Boorman. În acest film a jucat alături de Burt Reynolds, aceștia având parte de o audiență enormă. În 1973 a jucat un rol de luptător de box în filmul The All American Boy, apoi în 1974 în Conrack, regizat de Martin Ritt. În același an a apărut și în The Odessa File iar în anul 1976 a jucat în filmul End of the Game.

### Era Post-Vietnam
În 1978 Voight a interpretat un veteran paraplegic din Vietnam în filmul Coming Home, rol pentru care a câștigat premiul The Best Actor la Cannes Film Festival.
În 1979 Voight și-a pus iar mănușile de box pentru a juca în filmul The Champ, film care a avut succes internațional și mai puțin succes între americani. În 1982 a jucat rolul unui escroc plin de datorii față de mafia newyorkeză, în filmul Lookin' to Get Out; în 1983 a co-regizat și jucat în filmul Table for Five.
În 1985 a jucat alături de Eric Roberts în filmul Runaway Train, rol pentru care a fost nominalizat de către Academy Award pentru The Best Actor și a câștigat premiul Globul De Aur pentru Cel Mai Bun Actor. În I986 a jucat în filmul Desert Bloom.

### Filme de televiziune
În 1991 și-a făcut prima intrare în filmele de televiziune cu rolul din filmul Chernobyl: The Final Warning urmat de The Last of his Tribe, în 1992. Tot în 1992 a jucat în The Rainbow Warrior pentru ABC iar în 1993 în mini seriile Return to Lonesome Dove.
În 1995 Voight a jucat un rol în filmul Heat, regizat de  Michael Mann, și a apărut în filmele de televiziune Convict Cowboy și The Tin Soldier, de asemenea regizând pe ultimul din ele.
Următoarea apariție a lui Voight a fost în anul 1996 în Misiune: Imposibilă, regizat de Brian DePalma. Anul 1997 a fost plin pentru Voight, acesta apărând în șase filme, începând cu Rosewood. Apoi, Voight a apărut în Anaconda și U Turn. Voight a avut un rol secundar în The Rainmaker, regizat de Francis Ford Coppola. Ultimul său film din 1997 a fost Boys Will Be Boys, o comedie de Dom DeLuise.
Anul urmator, Voight a avut rolul principal în filmul de televiziune The Fixer, în care l-a interpretat pe Jack Killoran, un avocat care a încălcat legile eticii pentru a-i ajuta pe clienții săi bogați. De asemenea a avut un rol important în filmul lui Tony Scott din 1997, Enemy of the State.
În 1998 Voight a jucat în The General, film care spune povestea reală a unui lider a unei găști de hoți, Martin Cahill.
Voight a apărut în 1999 în filmul Varsity Bluescu rolul unui antrenor de fotbal, film care a atras audiență din partea tinerilor.
Voight l-a interpretat pe Noah în 1999 în filmul Noah's Ark și a apărut în Second String, de asemenea pentru TV. A jucat alături de Cheryl Ladd în filmul A Dog of Flanders, o readaptare a unui film binecunoscut în Belgia.

### Anii 2000
Voight a interpretat rolul președintelui Franklin D. Roosevelt în 2001 în filmul de război, Pearl Harbor. În același an a apărut ca Lord Croft, tatăl Larei Croft din filmul Lara Croft: Tomb Raider, ce a avut-o pe Angelina Jolie în rol principal. Tot în același an a jucat în Zoolander, regizat de Ben Stiller.
Tot în 2001, Voight s-a alăturat lui Leelee Sobieski, Hank Azaria și David Schwimmer în filmul făcut pentru televiziune Uprising, rol pentru care a primit o nominalizare Emmy pentru "Cel mai bun Actor în rol secundar".
Regizorul Michael Mann l-a ales pe  Voight pentru un rol mic dar crucial în 2001 în filmul Ali, rol pentru care a primit premiul pentru "Cel mai bun Actor în rol secundar" de la Academy Award.
Tot în 2001, a apărut în mini seriile TV Jack and the Beanstalk: The Real Story alături de Vanessa Redgrave, Matthew Modine, Richard Attenborough și Mia Sara.
În mini seriile CBS, Pope John Paul II, lansate în decembrie 2005, Voight, care a fost crescut ca un catolic, a interpretat rolul principal, câștigând o nominalizare la premiile Emmy.
În 2003, a jucat rolul lui Mr. Sir în Holes. În 2004, Voight s-a alăturat lui Nicolas Cage, în National Treasure ca Patrick Gates, tatăl caracterului interpretat de Cage. În 2006, a jucat în Glory Road. În 2007, a jucat rolul de Secretat de Stat al Apărării U.S ca John Keller în Transformers. Tot în 2007, Voight a rejucat rolul său ca Patrick Gates în National Treasure: Book of Secrets.
În 2008, Voight l-a interpretat pe Jonas Hodges, răufăcătorul, în cele șapte sezoane de televiziune a dramei "24". Va apărea în "24" și în 2009.

### Familie, viață personală
La 12 decembrie 1971 Voight s-a căsătorit cu actrița și fotomodelul american Marcheline Bertrand cu care a avut doi copii, James Haven Voight (n. 1973) și Angelina Jolie (n. 1975).Cu cea din urmă a fost certat mulți ani.

## Filmografie
| An   | Titlu                                             | Rol                                       | Note                                                            |
| ---- | ------------------------------------------------- | ----------------------------------------- | --------------------------------------------------------------- |
| 1962 | Gunsmoke                                          | Billy Joe Arlen                           | Serial de televiziune (1 episod: "The Prisoner".)               |
| 1963 | Naked City                                        | Victor Binks                              | Serial de televiziune (1 episod)                                |
| 1963 | The Defenders                                     | Cliff Wakeman                             | Serial de televiziune (1 episod)                                |
| 1966 | Summer Fun                                        |                                           | Serial de televiziune (1 episod)                                |
| 1966 | NET Playhouse                                     |                                           | Serial de televiziune (1 episod)                                |
| 1966 | 12 O'Clock High                                   | Capt. Holtke                              | Serial de televiziune (1 episod)                                |
| 1966 | Gunsmoke                                          | Petter Karlgren                           | Serial de televiziune (1 episod)                                |
| 1967 | Fearless Frank                                    | Fearless Frank                            | Primul film artistic                                            |
| 1967 | Coronet Blue                                      | Peter Wicklow                             | Serial de televiziune (1 episod)                                |
| 1967 | Hour of the Gun                                   | Curly Bill Brocius                        |                                                                 |
| 1967 | N.Y.P.D.                                          | Adam                                      | Serial de televiziune (1 episod)                                |
| 1967 | Gunsmoke                                          | Cory                                      | Serial de televiziune (1 episod)                                |
| 1968 | Cimarron Strip                                    | Bill Mason                                | Serial de televiziune (1 episod)                                |
| 1969 | Gunsmoke                                          | Steven Downing                            | Serial de televiziune (1 episod)                                |
| 1969 | Midnight Cowboy                                   | Joe Buck                                  |                                                                 |
| 1969 | Out of It                                         | Russ                                      |                                                                 |
| 1970 | Catch-22                                          | 1st Lt. Milo Minderbinder                 |                                                                 |
| 1970 | The Revolutionary                                 | A                                         |                                                                 |
| 1972 | Deliverance                                       | Ed Gentry                                 |                                                                 |
| 1973 | The All-American Boy                              | Vic Bealer                                |                                                                 |
| 1974 | Conrack                                           | Pat Conroy                                |                                                                 |
| 1974 | The ODESSA File                                   | Peter Miller                              |                                                                 |
| 1975 | End of the Game                                   | Walter Tschanz                            | Credited as John Voight (Only released in West Germany in 1978) |
| 1978 | Coming Home                                       | Luke Martin                               |                                                                 |
| 1979 | The Champ                                         | Billy Flynn                               |                                                                 |
| 1982 | Lookin' to Get Out                                | Alex Kovac                                |                                                                 |
| 1983 | Table for Five                                    | J.P. Tannen                               |                                                                 |
| 1985 | Runaway Train                                     | Oscar 'Manny' Manheim                     |                                                                 |
| 1986 | Desert Bloom                                      | Jack Chismore                             |                                                                 |
| 1990 | Eternity                                          | Edward / James                            |                                                                 |
| 1991 | Chernobyl: The Final Warning                      | Dr. Robert Gale                           | Television movie                                                |
| 1992 | The Rainbow Warrior                               | Peter Willcox                             | Miniserial de televiziune                                       |
| 1992 | The Last of His Tribe                             | Professor Alfred Kroeber                  | Film de televiziune                                             |
| 1993 | Return to Lonesome Dove                           | Captain Woodrow F. Call                   | Miniserial de televiziune                                       |
| 1995 | Tin Soldier                                       | Yarik                                     | Film TV (regizor)                                               |
| 1995 | Convict Cowboy                                    | Ry Weston                                 | Film TV                                                         |
| 1995 | Heat                                              | Nate                                      |                                                                 |
| 1996 | Mission: Impossible                               | Jim Phelps                                |                                                                 |
| 1997 | Omul care aduce ploaia                            | Leo F. Drummond                           |                                                                 |
| 1997 | Rosewood                                          | John Wright                               |                                                                 |
| 1997 | Anaconda                                          | Paul Serone                               |                                                                 |
| 1997 | U Turn                                            | Blind Man                                 |                                                                 |
| 1997 | Most Wanted                                       | Gen. Adam Woodward / Lt. Col. Grant Casey |                                                                 |
| 1998 | Enemy of the State                                | Thomas Brian Reynolds                     |                                                                 |
| 1998 | The General                                       | Ned Kenny                                 |                                                                 |
| 1999 | Varsity Blues                                     | Coach Bud Kilmer                          |                                                                 |
| 1999 | A Dog of Flanders                                 | Michael La Grande                         |                                                                 |
| 1999 | Noah's Ark                                        | Noah                                      | Film TV                                                         |
| 2001 | Zoolander                                         | Larry Zoolander                           |                                                                 |
| 2001 | Lara Croft: Tomb Raider                           | Lord Richard Croft                        |                                                                 |
| 2001 | Pearl Harbor                                      | Franklin D. Roosevelt                     |                                                                 |
| 2001 | Ali                                               | Howard Cosell                             |                                                                 |
| 2001 | Uprising                                          | Maj. Gen. Jürgen Stroop                   | Film TV                                                         |
| 2001 | Jack and the Beanstalk: The Real Story            | Sigfriend "Siggy" Mannheim                | Miniserial TV                                                   |
| 2002 | Second String                                     | Head Coach Chuck Dichter                  | Film TV                                                         |
| 2003 | Holes                                             | Mr. Sir/Marion Sevillo                    |                                                                 |
| 2003 | Jasper, Texas                                     | Billy Rowles                              | Film TV                                                         |
| 2004 | The Five People You Meet in Heaven                | Eddie                                     | Film TV                                                         |
| 2004 | Superbabies: Baby Geniuses 2                      | Bill Biscane/Kane                         |                                                                 |
| 2004 | The Manchurian Candidate                          | Senator Thomas Jordan                     |                                                                 |
| 2004 | The Karate Dog                                    | Hamilton Cage                             | Film TV                                                         |
| 2004 | National Treasure                                 | Patrick Gates                             |                                                                 |
| 2005 | Pope John Paul II                                 | John Paul II                              | miniserial TV                                                   |
| 2006 | The Legend of Simon Conjurer                      | Dr. Crazx                                 |                                                                 |
| 2006 | Glory Road                                        | Adolph Rupp                               |                                                                 |
| 2007 | September Dawn                                    | Jacob Samuelson                           |                                                                 |
| 2007 | Transformers                                      | Secretary of Defense John Keller          |                                                                 |
| 2007 | Bratz: The Movie                                  | Principal Dimly                           |                                                                 |
| 2007 | National Treasure: Book of Secrets                | Patrick Henry Gates                       |                                                                 |
| 2008 | Pride and Glory                                   | Francis Tierney Sr.                       |                                                                 |
| 2008 | An American Carol                                 | George Washington                         |                                                                 |
| 2008 | Tropic Thunder                                    | El însuși                                 | Cameo                                                           |
| 2008 | 24: Redemption                                    | Jonas Hodges                              | Film TV                                                         |
| 2008 | Four Christmases                                  | Creighton                                 |                                                                 |
| 2009 | 24                                                | Jonas Hodges                              | Serial de televiziune (10 episoade)                             |
| 2010 | Lone Star                                         | Clint Thatcher                            | Serial de televiziune (2 episoade)                              |
| 2011 | Tower Heist                                       | Karl Cartwright                           | Apariție ștearsă                                                |
| 2012 | Beyond                                            | Jon Koski                                 |                                                                 |
| 2012 | Beatles Stories                                   | El însuși                                 | Documentar                                                      |
| 2013 | Baby Geniuses and the Mystery of the Crown Jewels | Moriarty                                  |                                                                 |
| 2013 | Ray Donovan                                       | Mickey Donovan                            | Serial de televiziune                                           |
| 2013 | Getaway                                           | Mysterious Voice                          |                                                                 |
| 2013 | Dracula: The Dark Prince                          | Leonardo Van Helsing                      |                                                                 |
| 2015 | Woodlawn                                          | Paul "Bear" Bryant                        |                                                                 |
| 2016 | Same Kind of Different as Me                      | TBA                                       |                                                                 |
| 2016 | Fantastic Beasts and Where to Find Them           | TBA                                       | Filmare                                                         |
| 2016 | Reagan                                            | Viktor                                    | Post-producție                                                  |